# Radiumkällan i Tyringe

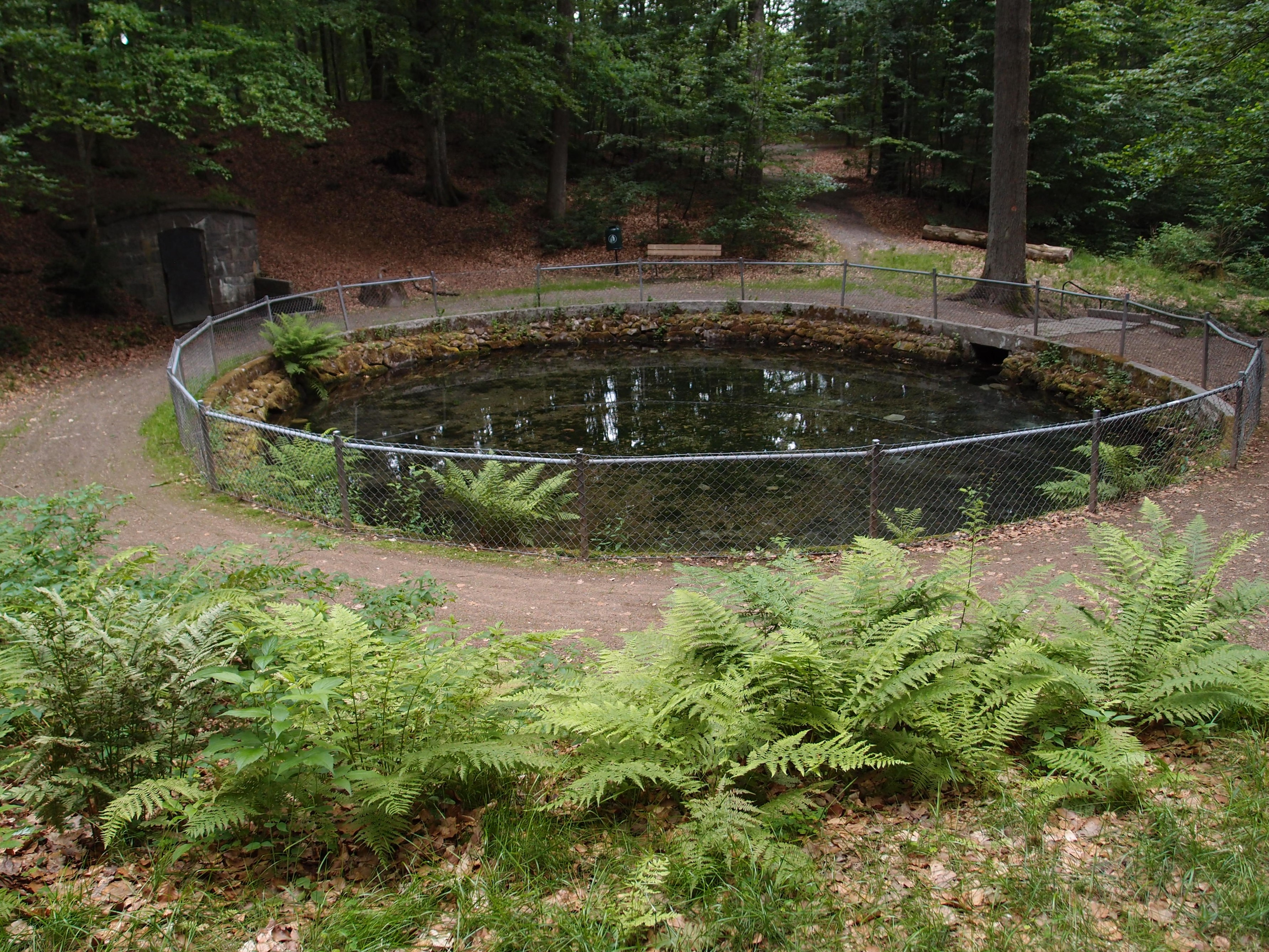
Radiumkällan i Tyringe

Radiumkällan i Tyringe är en naturlig källa i ett skogsområde i södra delen av Tyringe. Den kallades tidigare Paradiskällan på grund av den vackra naturen, men när det i mitten av 1920-talet rapporterades att det fanns spår av radioaktivitet i vattnet ändrades namnet till Radiumkällan. Radium ansågs vid den här tiden nyttigt.

## Hydrologi
Tyringe i norra Skåne är beläget i en sänka norr om Matterödsåsen. Höjdskillnader och porösa jordarter gör att grundvatten kan strömma från åsen ner i sänkan. Svartevadsbäcken har där skurit ut en brant dalgång med korta sidoraviner som grundvattnet trängt fram i på flera ställen, bland annat i skogsområdet Paradiset i södra Tyringe. Källan i Paradiset försåg länge samhället med dricksvatten.
Man har vid källan anlagt en rund stensatt damm. På bottnen kan man se bruna fällningar av järnoxid. Flödet av grundvatten genom dammen är cirka 5 liter per sekund, oberoende av årstid. Vid utflödet finns även ett rör med rent drickbart vatten som kommer direkt från källådern och inte passerat dammen.

## Radium
Radioaktivitet förekommer överallt i naturen, om än i mycket låga doser. Ofta handlar det om radon, en sönderfallsprodukt av radium. Livsmedelsverket har utfärdat föreskrifter och råd om gränsvärden för radioaktivitet i dricksvatten .
Det radioaktiva grundämnet radium upptäcktes 1898 av makarna Marie och Pierre Curie. Några år senare noterades att ämnet kunde bota tumörer men också att det i större mängder var dödligt. Hälsobrunnar var populära vid den här tiden. Ofta kunde man finna radioaktivitet i vattnet och dess förmodat hälsobringande verkan kunde då tillskrivas själva radioaktiviteten. Man saluförde också vatten som ”laddats” med radioaktivitet genom att det utsatts för radioaktiv strålning eller genom att man tillsatt radiumsalter. Från 1920-talet och framåt blev man allt mer medveten om riskerna med radioaktivitet, men bruket av radiumvatten (och radiumchoklad, radiumtvål etc) fortsatte ändå. Ännu på 2000-talet finns kurorter i Europa som gör reklam för sitt radioaktiva vatten.

## Radiumkällan i Tyringe

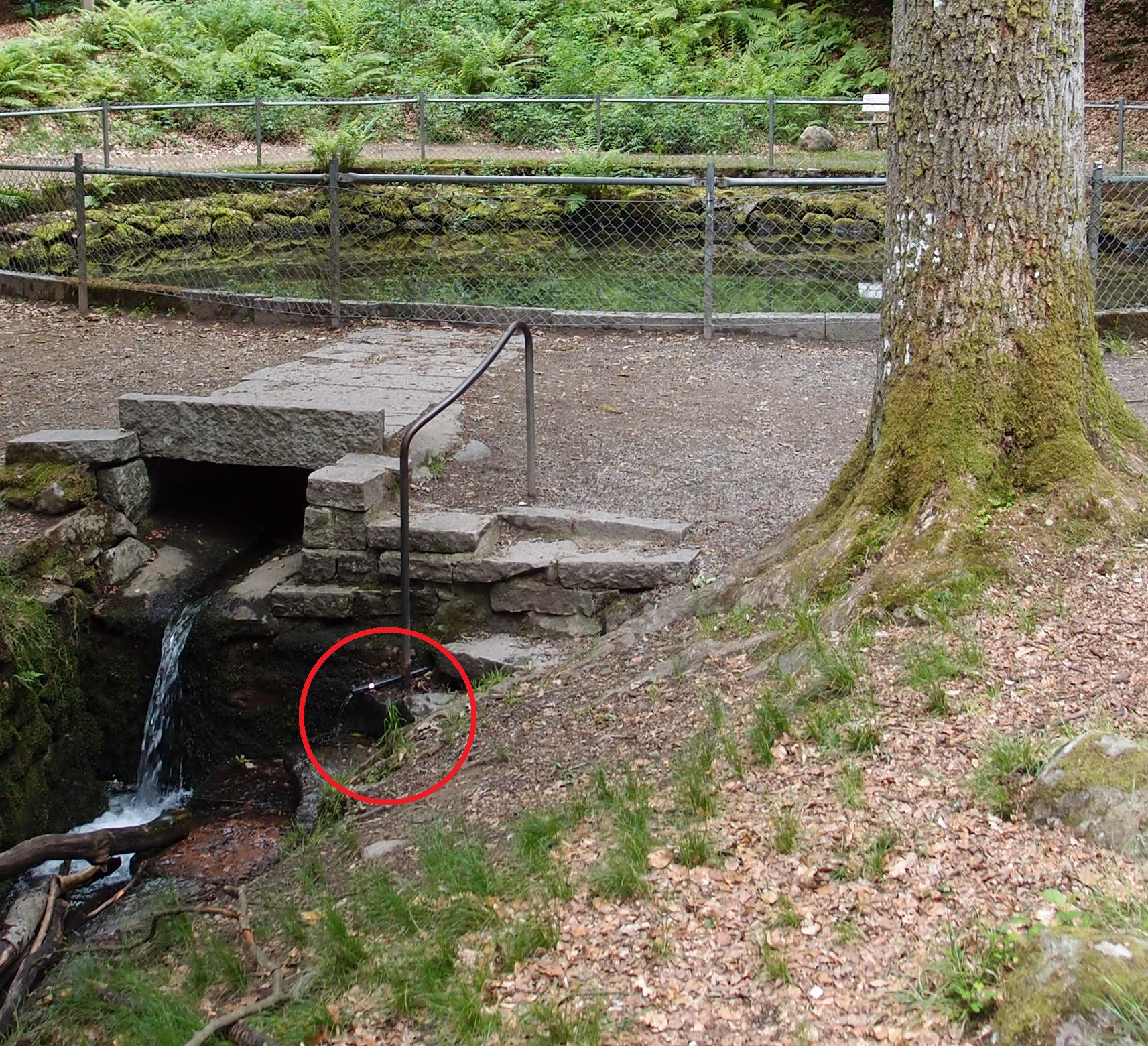
Radiumkällans utlopp, med rör för dricksvatten

På 1920-talet rapporterades att det fanns spår av radioaktivitet i Paradiskällan. Källan gavs då namnet Radiumkällan eftersom grundämnet radium fortfarande ansågs hälsobringande. Tyringe var sedan tidigare en känd kurort med ett stort sanatorium, Tyringe badanstalt och sanatorium, och stärkte nu sitt renommé. Vattnet i Radiumkällan användes visserligen inte vid behandlingen på sanatoriet men många begav sig ändå till källan för att dricka av vattnet. En liten konditoribyggnad uppfördes vid källan.
Så småningom upphörde brunnsdrickandet vid källan men traditionen väcktes till liv av Tyringes hantverks- och industriförening 1986. Varje år, den sista fredagen i maj, har det sedan dess arrangerats brunnsdrickning vid källan kombinerat med musikunderhållning och olika aktiviteter. Efter 2016 pausades verksamheten tillsvidare.